# Anomalne zjawisko Halla
Anomalne zjawisko Halla, anomalny efekt Halla – zjawisko fizyczne odkryte w latach 30. XX wieku. Pierwsze eksperymentalne wzmianki o nim znajdują się w pracach Smitha i Searsa i Pugha. Badając przewodnictwo hallowskie materiałów magnetycznych, odkryto, że obok zwykłego zjawiska Halla istnieje wkład zależny od namagnesowania. Oporność hallowska materiałów będących w fazie ferromagnetycznej ρxy posiada dodatkowy człon zależny od namagnesowania:
ρxy = R0B + μ0RSM
gdzie R0 jest normalną stałą Halla, B – indukcją magnetyczną, RS – anomalną stałą Halla, M – namagnesowaniem, a μ0 – przenikalnością magnetyczną próżni.
Pierwsze próby analizy teoretycznej przeprowadzili Karplus i Luttinger w latach 50. XX wieku. Badając ferromagnetyki, stwierdzili oni, że wszystkie właściwości anomalnego zjawiska Halla są konsekwencją sprzężenia spinowo-orbitalnego elektronów (s–o).
Z teorią tą polemizował J. Smith, który udowodnił, że wewnętrzny mechanizm s–o jest znoszony w izotropowym materiale i że za występowanie anomalnego zjawiska Halla odpowiada zewnętrzny mechanizm anizotropowego rozpraszania (skew scattering) na domieszkach magnetycznych, spowodowany oddziaływaniem s–o. Mechanizm ten zakładał liniową zależność anomalnej stałej Halla od oporności właściwej.
Jednakże dla szeregu materiałów ferromagnetycznych w eksperymencie obserwowano kwadratową zależność anomalnej stałej Halla od oporności właściwej, co było niezgodne z teorią Smitha. W latach 70. Berger inaczej wyjaśnił ten fenomen, zakładając nowy rodzaj zewnętrznego rozpraszania typu skoku kwantowego (side jump).
Teorie opisujące anomalne zjawisko Halla za pomocą zewnętrznych mechanizmów rozpraszania skew scattering i side jump przez szereg lat uznawane były za dobrze opisujące to zjawisko dla ferromagnetyków. Wprowadzenie pierwiastka magnetycznego do matrycy półprzewodnikowej zaowocowało powstaniem półprzewodników półmagnetycznych, ale także przyniosło za sobą nowe aspekty anomalnego zjawiska Halla, które nie dawały się wytłumaczyć na gruncie dotychczasowych teorii. Analiza wyników pomiarów zaczęła skłaniać teoretyków do zwrócenia się jakby na nowo do teorii wewnętrznego rozpraszania, proponowanej cztery dekady wcześniej przez Karplusa i Luttingera. Nowa teoria została oparta na mechanizmie kwantowym zwanym fazą Berry’ego. Nośniki ładunku poruszające się w materiale nabierają kwantowo-mechanicznej fazy, która to faza jest fazą Berry’ego. Wprowadzona faza (powstała wskutek oddziaływania spin–orbita) posłużyła do wyjaśnienia anomalnego zjawiska Halla.
Teoria podająca powstawanie fazy Berry’ego jako źródła anomalnego zjawiska Halla wygląda na spójną dla szeregu materiałów, także tych, dla których było ono tłumaczone przez wcześniejsze teorie. Używając tego modelu, uzyskano kwantowe zjawisko Halla dla materiałów niemetalicznych i anomalne zjawisko Halla dla metali ferromagnetycznych w jednej spójnej teorii.